# Lumbangsari
Lumbangsari is een bestuurslaag in het regentschap Malang van de provincie Oost-Java, Indonesië. Lumbangsari telt 5020 inwoners (volkstelling 2010).